# 東遼河
東遼河（とうりょうが、トンリャオホー、英: Dongliao River、拼音: Dōngliáohé）は、中華人民共和国の吉林省南西部から遼寧省北部へ流れる河川。遼河水系に属する。
吉林省東遼県宴平郷安楽村の小葱頂子山の東南に発する。吉林省と遼寧省の境界付近の草原地帯を流れる川の流れは複雑で、支流が網の目のように走る。西へ流れた後、北へ流れ、最終的には西へ向きを変え、遼寧省康平県三門郭家で内モンゴル自治区から流れてきた西遼河と合流し、遼河を形成する。
東遼河は吉林省双遼市と梨樹県、遼寧省昌図県の境界をなしている。